# Parum porphyria
Parum porphyria är en fjärilsart som beskrevs av Butler 1876. Parum porphyria ingår i släktet Parum och familjen svärmare. Inga underarter finns listade i Catalogue of Life.